# Dileita Mohamed Dileita

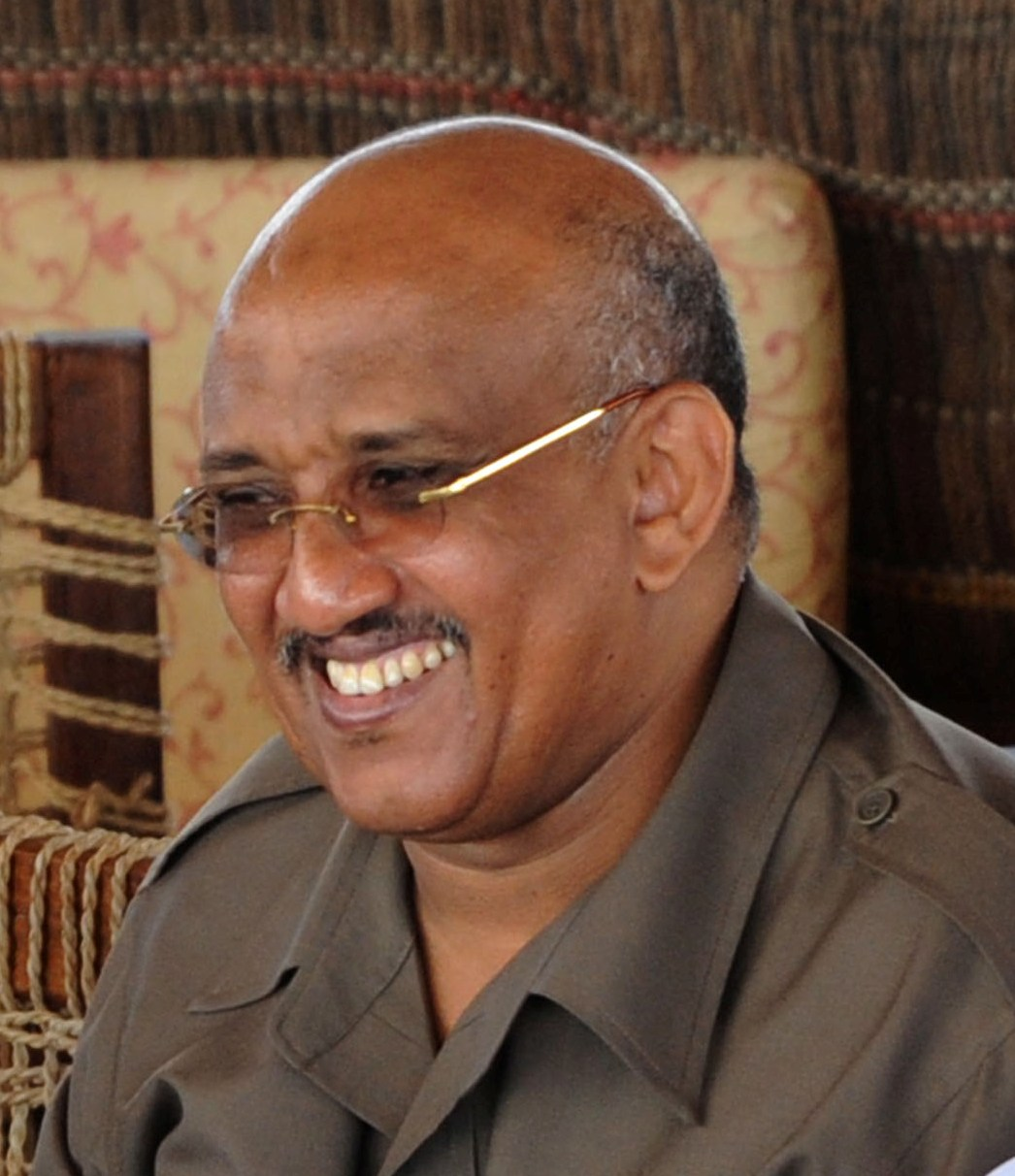
Dileita Mohamed Dileita, 2008.

Dileita Mohamed Dileita, född 12 mars 1958 i Tadjourah, Franska Somaliland, nuvarande Djibouti, var regeringschef i Djibouti mellan 7 mars 2001 och 1 april 2013 då han efterträddes av Abdoulkader Kamil Mohamed. Dileita var tidigare Djiboutis ambassadör i Etiopien från 1997 till 2001.